# U-1221
 U-1221  — немецкая подводная лодка типа IXC/40, времён Второй мировой войны. 
Заказ на постройку субмарины был отдан 25 августа 1941 года. Лодка была заложена 28 октября 1942 года на верфи судостроительной компании Дойче Верфт АГ, Гамбург, под строительным номером 384, спущена на воду 26 мая 1943 года, 11 августа 1943 года под командованием оберлейтенанта Карла Кёлцера вошла в состав учебной 4-й флотилии. 1 июля 1944 года вошла в состав 10-й флотилии. 1 декабря 1944 года вошла в состав 33-й флотилии.

## История службы
Лодка совершила	один боевой поход, успехов не достигла. Потоплена 3 апреля 1945 года у буя A7 в Киле бомбами американских самолётов. 7 членов экипажа погибли, 11 выжили.

## Командиры лодки
- 11 августа 1943 года — 19 января 1944 года - оберлейтенант Карл Кёлцер.
- 20 января 1944 года — 3 апреля 1945 года оберлейтенант Пауль Акерманн.

## В культуре
U-1221 принимает участие в событиях художественного фильма U-429: Подводная тюрьма.